# جينا نجم الجنس الأمريكي
جينا نجم الجنس الأمريكي (بالإنجليزية: Jenna's American Sex Star)‏ برنامج دفع مقابل المشاهدة تلفزيون الواقع تقدمه جينا جيمسون على قناة البلاي بوي.
في كل حلقة، أربعة متسابقون يتنافسون في سلسلة من العروض الجنسية للحكام والمشاهدين، يعدها يصوتون لعرضهم المفضل على موقع Playboy.com.الفائز يفوز بعقد عصري مع إستوديو جينا للأفلام كلوب جينا.

## روابط خارجية
- جينا نجم الجنس الأمريكي على موقع IMDb (الإنجليزية)
- جينا نجم الجنس الأمريكي على موقع قاعدة بيانات الفيلم (الإنجليزية)